# هری ال. دکر
هری اِل. دکر (انگلیسی: Harry L. Decker؛ ۲۹ ژانویه ۱۸۸۷ – ۱۴ اکتبر ۱۹۵۹) تدوین‌گر و تهیه‌کننده بود.
از فیلم‌هایی که وی در آن‌ها نقش داشته‌است، می‌توان به مهمان ناخوانده اشاره نمود.